# 渡井美代子
渡井 美代子（わたい みよこ、1945年1月8日 - ）は、日本のチェスプレーヤー。第1期全日本女子選手権チャンピオン。失踪したチェス元世界チャンピオンのボビー・フィッシャーを匿ったことでも知られる。
埼玉県出身。明治薬科大学卒業。学生時代の恋人の影響でチェスを始め、薬剤師をしながらチェスプレーヤーとして活動していたが、その後薬剤師の仕事を辞め、日本チェス協会の秘書・事務局長を歴任した。

## 略歴
- 1969年：日本チェス協会に入会。
- 1972年：チェスオリンピックに初めて出場。世界チャンピオンになったボビー・フィッシャーのファンになる[1]。
- 1973年：日本チェス協会の招きで来日したフィッシャーの東京案内を頼まれ、浅草や秋葉原に同行する[1]。
- 1974年：女子チェス・オリンピアードコロンビア大会に出場し、アメリカの宗教団体Worldwide Church of Godの施設で暮らしていたフィッシャーと再会する[1]。
- 1975年：第1期全日本女子選手権に優勝しチャンピオンとなる。
- 1980年：女子インターゾーン大会（地域別ゾーンの代表が集まる世界大会）に太平洋地区代表として出場（18人中最下位）。
- 1983年：国際チェス連盟より国際審判員のタイトルを与えられる。
- 1994年：日本人として初めてWIM（ウーマン・インターナショナル・マスター）のタイトルを獲得する（1980年のインターゾーン出場の特典規定による。ノルム及びレイティングの要件を満たしたタイトル獲得ではない）。
- 2000年1月：セイコーのチェス用時計の開発協力のために来日したフィッシャーと大田区蒲田で同居を始める[1]。
- 2004年8月：前月に入国管理局に収監された元世界チャンピオン・ボビー・フィッシャーと結婚を宣言した（アメリカ政府が必要書類の提供を拒否したため法律婚はできなかった）。同年12月にアイスランド政府が人道的見地から受け入れを決めたため、翌年フィッシャーはアイスランドに移住。
- 2008年1月17日：レイキャビックで暮らすフィッシャーをときどき訪ねる生活をしていたが、フィッシャーが死去し、葬儀にも参列した[2]。遺産相続を巡って、フィッシャーの2人の甥と、フィッシャーの子を持つとするフィリピンの現地妻マリリン・ヤングを相手に法廷闘争となる[3]。
- 2011年3月3日：ボビー・フィッシャーの遺産約200万ドル（約1億6000万円）の相続権をアイスランドの地方裁判所から認められる[4]。

## 著書
- 『図解早わかりチェス』 日東書院本社、1986年 ISBN 978-4528004948
- 『最新図解チェス 必勝の手筋』 日東書院本社、1997年 ISBN 978-4528008533
- 『はじめてのチェス』 成美堂出版、2003年 ISBN 978-4415025490
- 『いちばん勝てるチェスの本』 日東書院本社、2010年 ISBN 978-4528015371
- 『チェスがわかる本』 成美堂出版、2011年 ISBN 978-4415308340
- 『やさしいチェス入門』 池田書店、2011年 ISBN 978-4262143637